# Marco Crimi
Marco Crimi (Messina, 17 marzo 1990) è un calciatore italiano, centrocampista del Team Altamura.

## Caratteristiche tecniche
Crimi è un centrocampista che agisce da collante tra difesa e attacco, efficace nel contrastare gli avversari e recuperare la sfera. Polivalente tatticamente, a Grosseto è stato schierato da terzino destro, trequartista d'inserimento e nel ruolo di mezzala, seppur pecchi di lucidità sotto rete.

## Carriera

### Club
Muove i suoi primi passi nelle giovanili del Messina, che nel 2008 lo cede in prestito all'Igea Virtus, in Lega Pro Seconda Divisione. Nel 2009 viene tesserato a parametro zero dal Bari. Esordisce con i galletti il 28 ottobre 2010 contro il Torino in Coppa Italia, subentrando al 36' della ripresa al posto di Nico Pulzetti. Il 10 novembre esordisce in Serie A contro il Chievo, subentrando al posto di Alessandro Gazzi nei minuti finali.
Il 31 gennaio 2011 passa in prestito con diritto di riscatto al Grosseto, in Serie B. Esordisce con i biancorossi il 5 febbraio contro il Novara, rimediando un cartellino rosso per doppia ammonizione. Il 23 giugno i toscani riscattano la metà del cartellino per 300.000 euro. Il 27 ottobre 2012 è messo fuori rosa insieme a Davis Curiale, Yaw Asante e Giovanni Formiconi, a seguito di un incidente d'auto alle 5:30 ora italiana. Il 22 novembre è reintegrato in rosa. Il 21 giugno 2013 la comproprietà è risolta alle buste a favore dei toscani.
Il 2 settembre 2013 passa in prestito con diritto di riscatto al Latina, in Serie B. Riscattato dai laziali, il 20 agosto 2015 viene ceduto a titolo definitivo al Bologna, nella trattativa che porta Daniele Paponi a compiere il percorso inverso. Il 4 gennaio 2016 viene ceduto al Carpi, che il 31 gennaio 2017 lo cede al Cesena.
Il 31 agosto 2017 viene ingaggiato dalla Virtus Entella. Il 10 agosto 2018 passa in prestito allo Spezia. Terminato il prestito torna all'Entella, rinnovando il proprio contratto fino al 2021. Il 23 settembre 2019 subisce un grave infortunio al crociato nella sfida contro il Pescara, che lo tiene fuori dieci mesi. 
Il 29 gennaio 2021 si trasferisce alla Reggina, con cui firma un accordo valido fino al 2022.
Il 31 agosto 2021, firma un biennale con la Triestina, in Serie C. Il 28 settembre 2023 viene ingaggiato dal Trapani, in Serie D, conquistando la promozione in terza serie.
Il 17 gennaio 2025 si trasferisce al Messina, sempre in Serie C.

### Nazionale
Il 4 novembre 2011 riceve la prima convocazione in Under-21 da Ciro Ferrara per il doppio impegno con Turchia e Ungheria valido per le qualificazioni al Campionato europeo Under-21 del 2013. Esordisce con gli azzurrini il 10 novembre in occasione della vittoria 2-0 con la Turchia subentrando al 14' della ripresa a Saponara, diventando il primo giocatore nella storia del Grosseto a giocare in Under 21.
Il 27 maggio 2013 è incluso da Devis Mangia nei 23 convocati all'Europeo Under-21 in Israele, dove l'Italia si piazza al secondo posto, ottenendo 3 presenze.

## Statistiche

### Presenze e reti nei club
Statistiche aggiornate al 17 gennaio 2025.
| Stagione              | Squadra               | Campionato            | Campionato | Campionato | Coppe nazionali | Coppe nazionali | Coppe nazionali | Coppe continentali | Coppe continentali | Coppe continentali | Altre coppe | Altre coppe | Altre coppe | Totale | Totale | Totale |
| Stagione              | Squadra               | Comp                  | Pres       | Reti       | Comp            | Pres            | Reti            | Comp               | Pres               | Reti               | Comp        | Pres        | Reti        | Pres   | Reti   |        |
| --------------------- | --------------------- | --------------------- | ---------- | ---------- | --------------- | --------------- | --------------- | ------------------ | ------------------ | ------------------ | ----------- | ----------- | ----------- | ------ | ------ | ------ |
| 2008-2009             | Igea Virtus           | 2D                    | 24         | 3          | CI-LP           | ?               | 0               | -                  | -                  | -                  | -           | -           | -           | 24     | 3      |        |
| 2009-2010             | Bari                  | A                     | 0          | 0          | CI              | 0               | 0               | -                  | -                  | -                  | -           | -           | -           | 0      | 0      |        |
| 2010-gen. 2011        | Bari                  | A                     | 3          | 0          | CI              | 2               | 0               | -                  | -                  | -                  | -           | -           | -           | 5      | 0      |        |
| Totale Bari           | Totale Bari           | Totale Bari           | 3          | 0          |                 | 2               | 0               |                    | -                  | -                  |             | -           | -           | 5      | 0      |        |
| gen.-giu. 2011        | Grosseto              | B                     | 17         | 0          | CI              | -               | -               | -                  | -                  | -                  | -           | -           | -           | 17     | 0      |        |
| 2011-2012             | Grosseto              | B                     | 38         | 0          | CI              | 2               | 0               | -                  | -                  | -                  | -           | -           | -           | 40     | 0      |        |
| 2012-2013             | Grosseto              | B                     | 25         | 0          | CI              | 0               | 0               | -                  | -                  | -                  | -           | -           | -           | 25     | 0      |        |
| Totale Grosseto       | Totale Grosseto       | Totale Grosseto       | 80         | 0          |                 | 2               | 0               |                    | -                  | -                  |             | -           | -           | 82     | 0      |        |
| 2013-2014             | Latina                | B                     | 31+4       | 2          | CI              | -               | -               | -                  | -                  | -                  | -           | -           | -           | 35     | 2      |        |
| 2014-2015             | Latina                | B                     | 39         | 2          | CI              | 2               | 0               | -                  | -                  | -                  | -           | -           | -           | 41     | 2      |        |
| Totale Latina         | Totale Latina         | Totale Latina         | 70+4       | 4          |                 | 2               | 0               |                    | -                  | -                  |             | -           | -           | 76     | 4      |        |
| 2015-gen. 2016        | Bologna               | A                     | 1          | 0          | CI              | -               | -               | -                  | -                  | -                  | -           | -           | -           | 1      | 0      |        |
| gen.-giu. 2016        | Carpi                 | A                     | 19         | 0          | CI              | 1               | 0               | -                  | -                  | -                  | -           | -           | -           | 20     | 0      |        |
| 2016-gen. 2017        | Carpi                 | B                     | 21         | 1          | CI              | 0               | 0               | -                  | -                  | -                  | -           | -           | -           | 21     | 1      |        |
| Totale Carpi          | Totale Carpi          | Totale Carpi          | 40         | 1          |                 | 1               | 0               |                    | -                  | -                  |             | -           | -           | 41     | 1      |        |
| gen.-giu. 2017        | Cesena                | B                     | 18         | 2          | CI              | 0               | 0               | -                  | -                  | -                  | -           | -           | -           | 18     | 2      |        |
| ago. 2017             | Cesena                | B                     | 1          | 0          | CI              | 2               | 0               | -                  | -                  | -                  | -           | -           | -           | 3      | 0      |        |
| Totale Cesena         | Totale Cesena         | Totale Cesena         | 19         | 2          |                 | 2               | 0               |                    | -                  | -                  |             | -           | -           | 21     | 2      |        |
| ago. 2017-2018        | Virtus Entella        | B                     | 36+2       | 2          | CI              | -               | -               | -                  | -                  | -                  | -           | -           | -           | 38     | 2      |        |
| 2018-2019             | Spezia                | B                     | 22         | 2          | CI              | 1               | 0               | -                  | -                  | -                  | -           | -           | -           | 23     | 2      |        |
| 2019-2020             | Virtus Entella        | B                     | 7          | 0          | CI              | 0               | 0               | -                  | -                  | -                  | -           | -           | -           | 7      | 0      |        |
| 2020-gen. 2021        | Virtus Entella        | B                     | 14         | 0          | CI              | 2               | 0               | -                  | -                  | -                  | -           | -           | -           | 16     | 0      |        |
| Totale Virtus Entella | Totale Virtus Entella | Totale Virtus Entella | 57+2       | 2          |                 | 2               | 0               |                    | -                  | -                  |             | -           | -           | 61     | 2      |        |
| gen.-giu. 2021        | Reggina               | B                     | 16         | 0          | CI              | -               | -               | -                  | -                  | -                  | -           | -           | -           | 16     | 0      |        |
| 2021-2022             | Triestina             | C                     | 30+3       | 0          | CI-C            | -               | -               | -                  | -                  | -                  | -           | -           | -           | 33     | 0      |        |
| 2022-2023             | Triestina             | C                     | 20         | 3          | CI-C            | 0               | 0               | -                  | -                  | -                  | -           | -           | -           | 20     | 3      |        |
| Totale Triestina      | Totale Triestina      | Totale Triestina      | 50+3       | 3          |                 | 0               | 0               |                    | -                  | -                  |             | -           | -           | 53     | 3      |        |
| 2023-2024             | Trapani               | D                     | 19+2       | 2          | CI-D            | 6               | 0               | -                  | -                  | -                  | -           | -           | -           | 27     | 2      |        |
| 2024-gen. 2025        | Trapani               | C                     | 16         | 0          | CI-C            | 4               | 0               |                    | -                  | -                  |             | -           | -           | 20     | 0      |        |
| Totale Trapani        | Totale Trapani        | Totale Trapani        | 37         | 2          |                 | 10              | 0               |                    | -                  | -                  |             | -           | -           | 47     | 2      |        |
| gen.-giu. 2025        | Messina               | C                     | 16         | 1          |                 | -               | -               |                    |                    | -                  | -           |             | -           | 16     | 1      |        |
| Totale carriera       | Totale carriera       | Totale carriera       | 444        | 20         |                 | 22+             | 0               |                    | -                  | -                  |             | -           | -           | 466+   | 20     |        |

## Palmarès
- Serie D: 1

Trapani: 2023-2024 (girone I)
- Coppa Italia Serie D: 1

Trapani: 2023-2024